# Höslita
La höslita és un mineral de la classe dels fosfats.

## Característiques
La höslita és un vanadat de fórmula química Fe3+₃(VO₄)₂(SO₄)(OH)(H₂O)₄·3H₂O. Va ser aprovada com a espècie vàlida per l'Associació Mineralògica Internacional l'any 2022, i encara resta pendent de publicació. Cristal·litza en el sistema monoclínic.
L'exemplar que va servir per a determinar l'espècie, el que es coneix com a material tipus, es troba conservat a les col·leccions del departament de mineralogia i petrologia del Museu Nacional de Praga, a la República Txeca, amb el número de catàleg: p1p 30/2021.

## Formació i jaciments
Va ser descoberta a la mineralització d'urani de Struhadlo, a la localitat de Bezděkov del districte de Klatovy (Regió de Plzeň, República Txeca). Aquest indret és l'únic a tot el planeta on ha estat descrita aquesta espècie mineral.